# Vero
Vero település Franciaországban, Corse-du-Sud megyében. Lakosainak száma 629 fő (2022. január 1.). Vero Azzana, Carbuccia, Lopigna, Salice, Sari-d'Orcino, Tavaco és Ucciani községekkel határos.

## Népesség
A település népessége az elmúlt években az alábbi módon változott:
| Lakosok száma | 261  | 241  | 296  | 438  | 511  | 539  | 579  | 598  | 606  | 629  |
|               | 1968 | 1982 | 1990 | 2006 | 2013 | 2015 | 2017 | 2019 | 2020 | 2022 |